# Montera del Torero
La Montera del Torero es una curiosa formación rocosa con la forma del busto de un torero, sobresaliendo lo que sería su montera (sombrero o tocado habitual de los toreros) y que se sitúa en el km 88 de la antigua carretera de Los Barrios a Jerez de la Frontera, en la provincia de Cádiz (España) y dentro del parque natural Los Alcornocales. 

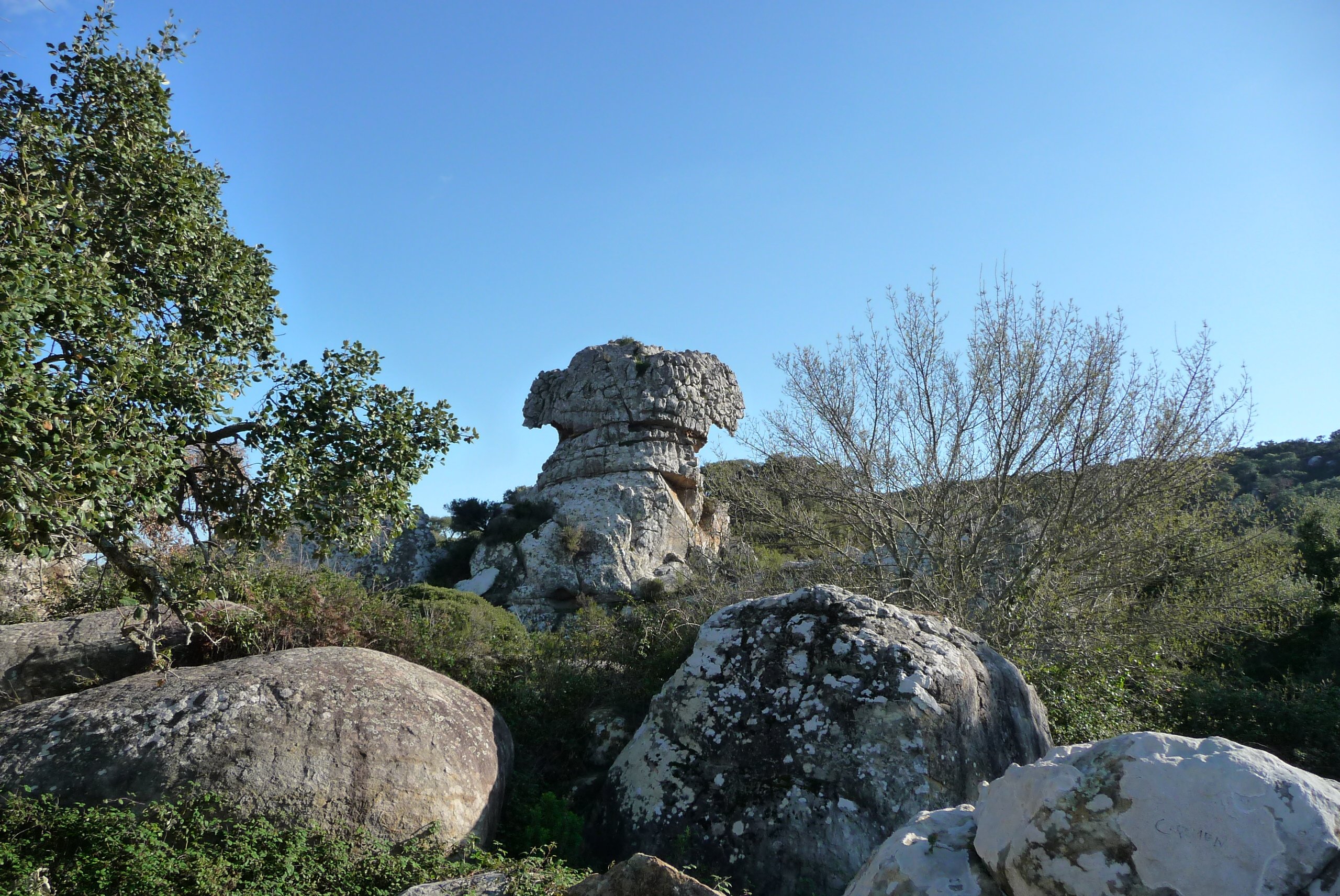
Montera del Torero

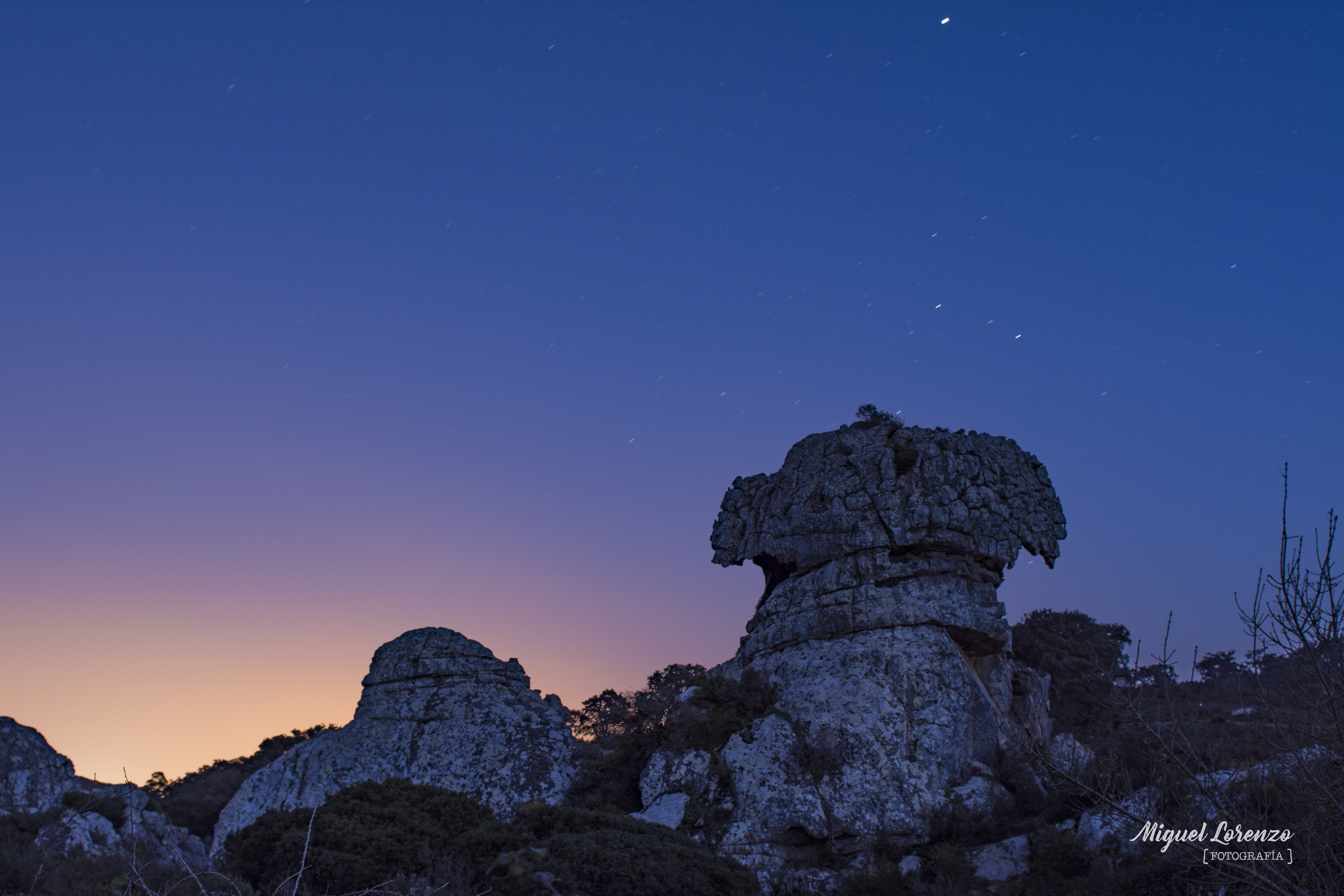

La Montera del Torero es uno de los símbolos de Los Barrios y existe una escultura réplica en una de las plazas nuevas de la localidad.

## Composición
Se trata de una cresta rocosa compuesta por roca caliza que ha sido erosionada por un pequeño cauce, así como por el viento y lluvia, dando lugar a su curiosa forma, en la que se distinguen los hombros, la cabeza y lo que sería la montera, justo por encima de la cabeza. Para mayor curiosidad, la cabeza está ahuecada de oreja a oreja, formando una pequeña cueva que además tiene un orificio al exterior, a modo de un único ojo, en lo que sería la cara del torero. También el techo de la cueva tiene una rugosidad especial, similar al mocárabe árabe, que evocan el interior de un cráneo e incluso las circunvoluciones del cerebro del torero.
La curiosidad del parecido se ve incrementada porque se encuentra situada en plena Ruta del Toro, zona de ganadería brava que incluye a distintos pueblos del entorno y también sobre una cañada tradicional de conducción ganadera entre Jerez de la Frontera y el Campo de Gibraltar, llamada Cañada Real San Roque-Medina.
A 500 metros de la roca se halla el Área recreativa de la Montera del Torero, acondicionada por el parque natural Los Alcornocales para uso turístico.
Realmente, la Montera del Torero es un magnífico ejemplo de una de las  formas modeladas en los sistemas costeros como son los “nidos de abeja” y los "Taffoni". Los ”nidos de abeja” son pequeñas cavidades con dimensiones que no llegan a superar los 2-3 cm de diámetro y los 3-4 cm de profundidad, desarrolladas sobre paredes verticales con una escasa cobertera vegetal. Estas oquedades se sitúan muy próximas entre sí dejando finos tabiques intermedios. Los “tafoni” son oquedades de mayores dimensiones (de orden métrico), que se producen en paredes y escarpes desnudos. Las características petrológicas de la roca condicionan la meteorización y erosión diferenciales que dan lugar a la oquedad. A veces contribuyen a la formación de morfologías muy peculiares como la “Montera del Torero” de las Areniscas del Aljibe, originada por procesos de meteorización física y/o química.